# Didymocarpus wengeri
Didymocarpus wengeri är en tvåhjärtbladig växtart som beskrevs av C.E.C. Fischer. Didymocarpus wengeri ingår i släktet Didymocarpus och familjen Gesneriaceae. Inga underarter finns listade i Catalogue of Life.